# You Don't Come Close
You Don't Come Close è un cd live della band punk Ramones.
Registrato il 13 settembre 1978 e pubblicato nel 2001 dalla Dynamic Italy, è stato registrato quando il gruppo suonava nello show televisivo tedesco "Musikladen" che si è tenuto all'Hammersmith Palais di Brema (Germania Ovest).

## Tracce
1. Teenage Lobotomy
2. Blitzkrieg Bop
3. Don't Come Close
4. I Don't Care
5. She's The One
6. Sheena Is a Punk Rocker
7. Cretin Hop
8. Listen To My Heart
9. California Sun
10. I Don't Wanna Walk Around With You
11. Pinhead

## Formazione
- Joey Ramone - voce
- Johnny Ramone - chitarra
- Dee Dee Ramone - basso e voce d'accompagnamento
- Marky Ramone - batteria